# Chapelle Saint-Martin-des-Noyers
Pour les articles homonymes, voir Saint-Martin-des-Noyers.
La chapelle Saint-Martin-des-Noyers, dite chapelle des Noyers, est située près du lieu-dit "Les Noyers", sur la commune déléguée de Martigné-Briand dans le Maine-et-Loire.

## Historique
La légende raconte qu’en ce lieu Martin de Tours gravissait sur son cheval le coteau puis, aveuglée par un éclair, sa monture trébucha faisant naitre une source. Il y a effectivement une source qui coule pour rejoindre la rivière du Layon.
La chapelle est édifiée au XVIe siècle. 
La chapelle, avec le puits et le conduit de la source, font l'objet d’une inscription au titre des monuments historiques depuis le 16 septembre 2019.

## Architecture

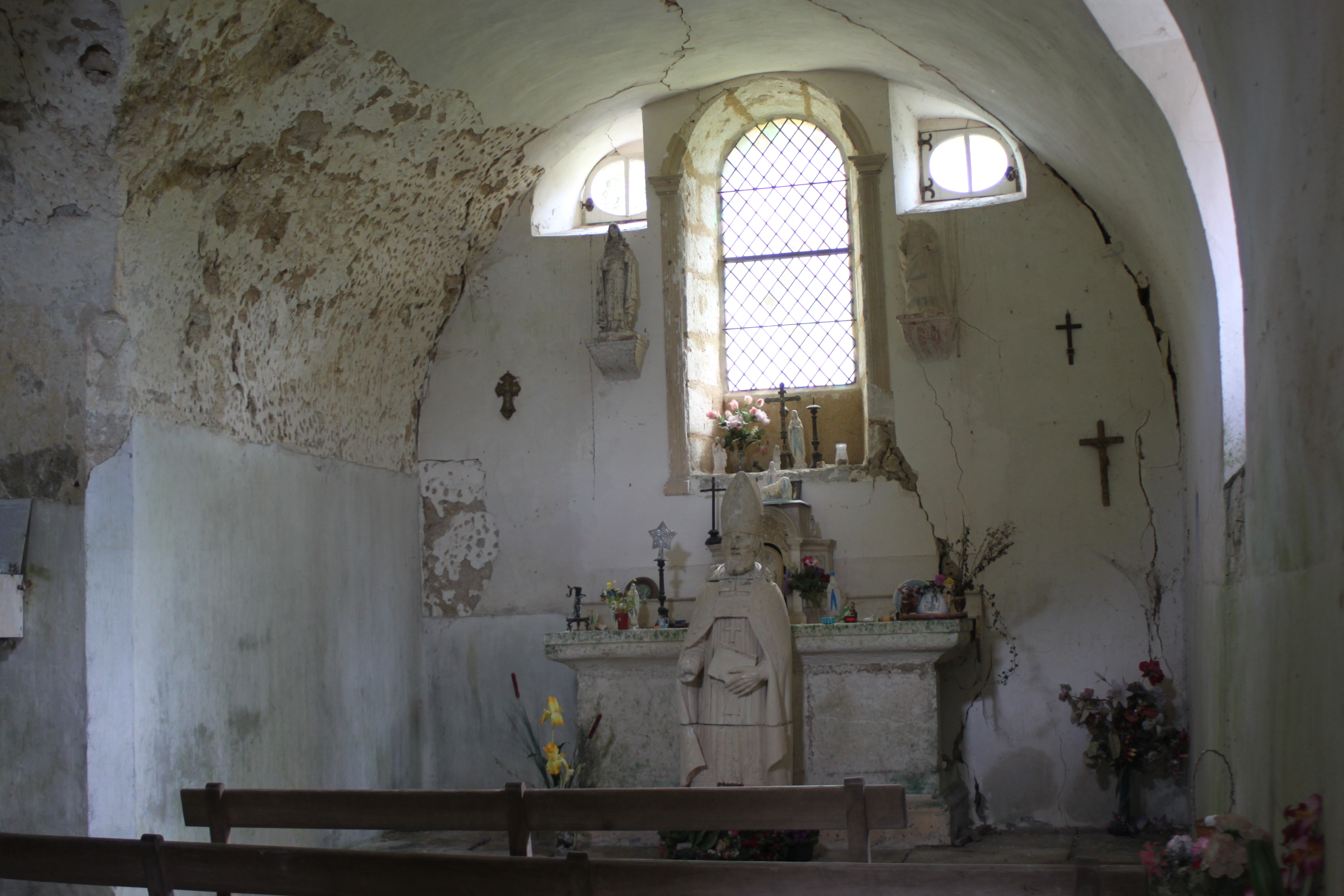
Chœur de la chapelle
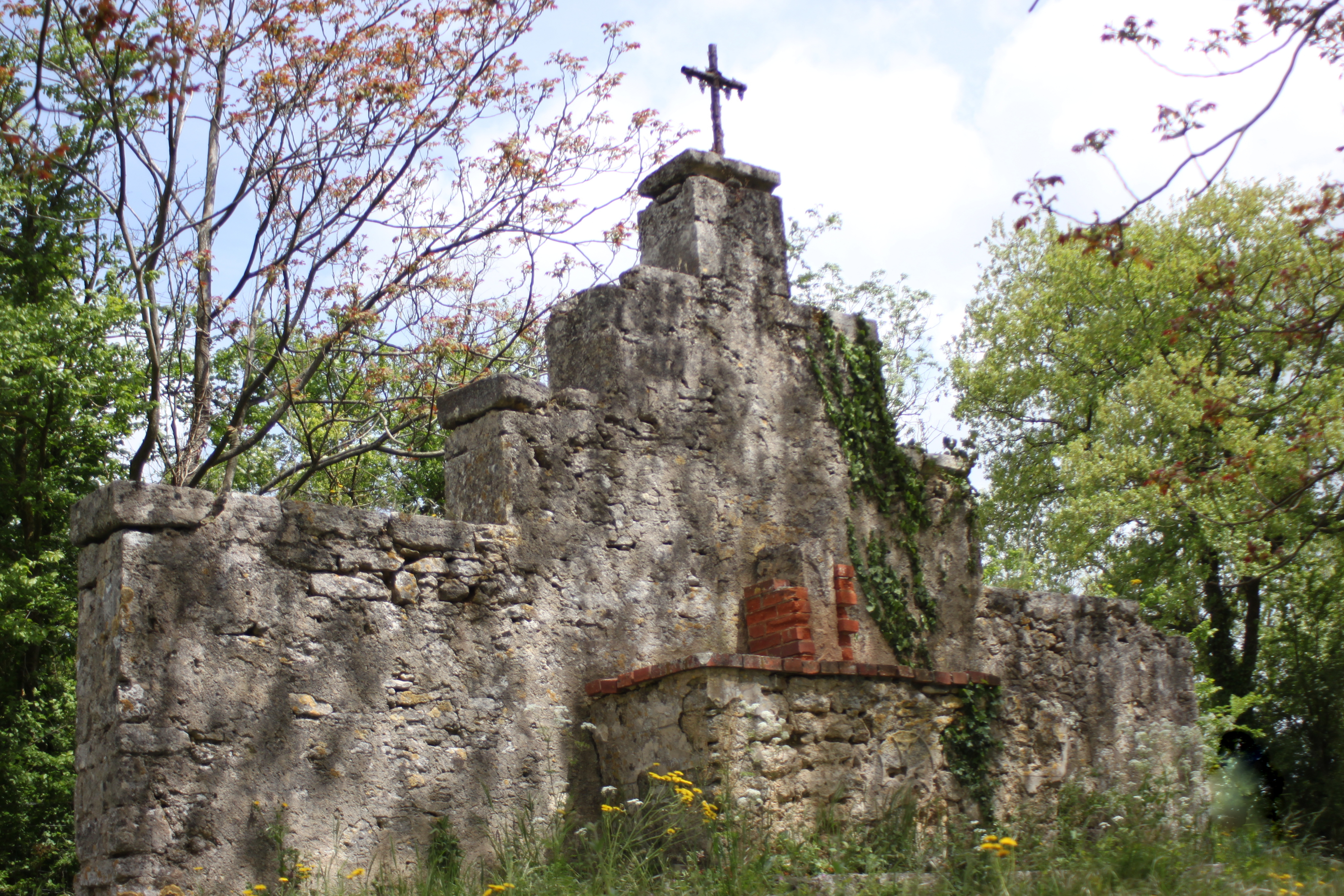
Fronton-autel Saint-Martin

## Mobilier
La statuette de l’autel latéral de la chapelle de Saint Martin conservée à la Barre au Monastère Notre-Dame-de-Compassion.